# كلود بيلي
كلود بيلي (بالإنجليزية: Claude Bailey)‏ هو ممثل بريطاني (وحمل سابقاً جنسية المملكة المتحدة لبريطانيا العظمى وأيرلندا)، ولد في 19 نوفمبر 1895 بلندن في المملكة المتحدة، وتوفي في 1 يونيو 1950.

## وصلات خارجية
- كلود بيلي على موقع IMDb (الإنجليزية)
- كلود بيلي على موقع قاعدة بيانات الفيلم (الإنجليزية)